# アヒルB型肝炎ウイルス
アヒルB型肝炎ウイルス(duck hepatitis B virus;DHBV)とはアヒルB型肝炎の原因となるヘパドナウイルス科アビヘパドナウイルス属(en:Avihepadnavirus)のウイルスの1種。
DHBVは直径40-45nmの小さいDNAウイルスである。ウイルスのエンベロープは宿主細胞の脂質およびウイルス表面抗原(DHBsAg)より形成される。20面体のヌクレオカプシド内にはウイルスの核抗原(DHBcAg)があり、DNAゲノムとウイルスポリメラーゼを取り囲む。ウイルスゲノムは約3000bpの2本鎖環状DNA分子である。ウイルスゲノムには3種類の重複するオープンリーディングフレーム(ORF)が存在する。
- C-ORF - DHBcAgとして処理・分泌される核抗原と前駆核タンパク質をコードする
- S-ORF - 表面抗原DHBsAgをコードする
- P-ORF - ウイルスポリメラーゼをコードする

ウイルスの宿主細胞への吸着および侵入(en:viral entry)を起こし、ゲノムは翻訳のために核へと移動する。新しいウイルスRNAは翻訳およびタンパク質合成のために細胞質へと移動する。